# Nathalie Stüben
Nathalie Stüben (* 1985) ist eine deutsche Journalistin, Podcasterin und Autorin. Sie war alkoholabhängig und widmet sich heute der Aufklärung über Alkohol, Alkoholabhängigkeit, Wege aus der Sucht und Abstinenz.

## Leben
Während ihrer Schul- und Studienjahre in Wuppertal, Rom, Luxemburg, Bologna (Italien) und Trier absolvierte sie Praktika in vielen Städten. Ihre Magisterprüfung legte sie mit Auszeichnung 1,0 ab. Danach absolvierte sie die Deutsche Journalistenschule in München. Sie arbeitete als freischaffende Journalistin für verschiedene Medienhäuser, unter anderem für die Deutsche Presse-Agentur, die Süddeutsche Zeitung, Die Welt, den Münchner Merkur und diverse Frauenmagazine. Zuletzt war sie Korrespondentin für die Landkreise Rosenheim und Miesbach beim Bayerischen Rundfunk.
Im September 2019 startete sie ihren Podcast Ohne Alkohol mit Nathalie, in dem sie offen über ihre Alkoholsucht spricht und Schicksalsgefährten zu ihrem Weg aus der Abhängigkeit interviewt. Da lebte sie bereits gut drei Jahre abstinent. Am 11. Oktober 2019 war sie Gast im Sat.1-Frühstücksfernsehen. Am 18. Oktober 2019 war sie auch als Gast in der Fernseh-Talkshow 3 nach 9 von Radio Bremen Fernsehen, moderiert von Judith Rakers und Giovanni di Lorenzo. Am 4. Oktober 2021 erschien ihr Buch Ohne Alkohol: Die beste Entscheidung meines Lebens. Erkenntnisse, die ich gern früher gehabt hätte im Kailash Verlag. Das Buch befand sich mehrere Wochen auf der Spiegel-Bestsellerliste von Buchreport. Am 12. März 2024 war sie Gast bei Markus Lanz.
Nathalie Stüben lebt in Rosenheim in Oberbayern. Sie ist verheiratet und Mutter von zwei Kindern. Ihren Mann lernte sie nach vier Monaten Abstinenz kennen.

## Werke
- 2021: Ohne Alkohol: Die beste Entscheidung meines Lebens : Erkenntnisse, die ich gern früher gehabt hätte, 192 Seiten, Kailash, ISBN 978-3424632231
- 2024: Frauen und Alkohol - Wie sie trinken, warum sie trinken und was sie gewinnen, wenn sie damit aufhören, 304 Seiten, Kailash, ISBN 978-3-424-63262-0